# Functionaalvergelijking (L-functie)
In de analytische getaltheorie, een deelgebied van de wiskunde, verwacht men dat de L-functies uit de getaltheorie  verschillende karakteristieke eigenschappen hebben, waarvan een is dat zij voldoen aan bepaalde functionaalvergelijkingen. Er bestaat een uitgebreide theorie over hoe deze functionaalvergelijkingen gedefinieerd kunnen zijn. Veel van deze theorie is echter nog speculatief.  

## Introductie
Een prototypisch voorbeeld, de Riemann-zèta-functie heeft een functionaalvergelijking die haar waarde op het complexe getal {\displaystyle s} relateert aan haar waarde op {\displaystyle 1-s}. In alle gevallen relateert dit aan enige waarde {\displaystyle \zeta (s)} die alleen gedefinieerd is door analytische voortzetting van de oneindige reeks definitie. Wanneer wij {\displaystyle \sigma } schrijven voor het reële gedeelte van {\displaystyle s} relateert de functionaalvergelijking de gevallen
{\displaystyle \sigma >1} en {\displaystyle \sigma <0},
en verandert ook een geval waar
{\displaystyle 0<\sigma <1}
in de kritieke strip naar een andere zulk geval, die reflecteert in de lijn {\displaystyle \sigma =1/2}. Gebruik van de functionaalvergelijking is daarom een noodzakelijke voorwaarde om de zèta-functie in het gehele complexe vlak te kunnen bestuderen.
voor de Riemann-zèta-functie heeft de functionaalvergelijking in kwestie de volgende vorm 
{\displaystyle Z(s)=Z(1-s)}
waar {\displaystyle Z(s)} gelijk is aan {\displaystyle \zeta (s)} vermenigvuldigd met een gamma-factor, waardoor de gammafunctie ook een rol krijgt. Dit wordt nu gelezen als een 'extra' factor in het Euler-product voor de zèta-functie, die correspondeert met het oneindige priemgetal. Precies dezelfde vorm van functionaalvergelijking houdt voor de Dedekind-zèta-functie van een getallenlichaam {\displaystyle K}, met een toepasselijke gammafactor die alleen afhangt van de inbeddingen van {\displaystyle K} (in algebraïsche termen van het tensorproduct van {\displaystyle K} met het reële veld).
Er bestaat een soortgelijke vergelijking voor de Dirichlet-L-functies, maar deze keer in paren gerelateerd:
{\displaystyle \Lambda (s,\chi )=\varepsilon \Lambda (1-s,\chi ^{*})}
waarin {\displaystyle \chi } een primitief Dirichlet-karakter is, {\displaystyle \chi ^{*}} haar complex geconjugeerde, {\displaystyle \Lambda } de L-functie vermenigvuldigt met een gamma-factor, en {\displaystyle \varepsilon } een complex getal met absolute waarde 1, van de vorm
{\displaystyle G(\chi ) \over {\left|G(\chi )\right\vert }}
waar {\displaystyle G(\chi )} een Gauss-som is, die gevormd is uit {\displaystyle \chi }. Deze vergelijking heeft dan en slechts dan aan beide zijden dezelfde functie als {\displaystyle \chi } een reëel karakter is, die de waarden {\displaystyle 0,1,-1} kan aannemen. Dan moet {\displaystyle \varepsilon } gelijk zijn aan 1 of –1, wat in het geval van waarde −1 een nul zou impliceren op {\displaystyle \Lambda (s)} op {\displaystyle s=1/2}. Volgens de theorie van de Gauss-sommen, is de waarde altijd gelijk aan 1, zodat geen simpel nulpunt kan bestaan (de functie is op dit punt even).

## Theorie van functionaalvergelijkingen
Een geünificeerde theorie van dergelijke functionaalvergelijkingen werd door Erich Hecke gegeven, en vervolgens door John Tate in zijn proefschrift verder uitgewerkt. Hecke vond gegeneraliseerde karakters van getallenlichamen (naar hem nu Hecke-karakters genoemd), waarvoor zijn bewijs (gebaseerd op thèta-functies) ook werkt. Van deze karakters en hun bijbehorende L-functies meent men te begrijpen dat zij een strikte relatie hebben met complexe vermenigvuldiging, net zoals de Dirichlet-karakters een strikte relatie hebben met cyclotomische velden.
Er bestaan ook functionaalvergelijkingen voor de lokale zèta-functies, die op fundamenteel niveau voortkomen voor het (analogon van) de Poincaré-dualiteit in de étale cohomologie. Van de Euler-producten van de Hasse-Weil-zèta-functie voor een algebraïsche variëteit {\displaystyle V} over een getallenlichaam {\displaystyle K}, gevormd door het reduceren van modulo priemidealen om lokale zèta-functies te krijgen, wordt vermoed dat zij een globale functionaalvergelijking hebben; dit te bewijzen ligt behalve voor bijzondere gevallen echter buiten het bereik van de huidige wiskunde. De definitie kan opnieuw direct worden overgenomen uit de étale cohomologie-theorie; maar in het algemeen lijkt men bepaalde aannamen, die afkomstig zijn uit de theorie van de automorfe representatie, nodig te hebben om deze functionaalvergelijking te verkrijgen. De modulariteitsstelling was als een algemene theorie een bijzonder geval hiervan. Door het relateren van het gamma-factor aspect aan de Hodge-theorie en door gedetailleerde studies van de verwachte {\displaystyle \varepsilon } factor, is deze van oorsprong empirische theorie naar een verfijnde toestand gebracht, zelfs indien bewijzen (nog) ontbreken.